# Portland Trail Blazers 1989-1990
La stagione 1989-90 dei Portland Trail Blazers fu la 20ª nella NBA per la franchigia.
I Portland Trail Blazers arrivarono secondi nella Pacific Division della Western Conference con un record di 59-23. Nei play-off vinsero il primo turno con i Dallas Mavericks (3-0), la semifinale di conference con i San Antonio Spurs (4-3), la finale di conference con i Phoenix Suns (4-2), perdendo poi la finale NBA con i Detroit Pistons (4-1).

## Roster
| N° | Naz.                   | Ruolo | Sportivo          | Anno | Alt. | Peso |
| -- | ---------------------- | ----- | ----------------- | ---- | ---- | ---- |
| 00 | Stati Uniti (bandiera) | C     | Kevin Duckworth   | 1964 | 213  | 125  |
| 2  | Stati Uniti (bandiera) | AC    | Mark Bryant       | 1965 | 206  | 111  |
| 3  | Stati Uniti (bandiera) | AC    | Clifford Robinson | 1966 | 208  | 102  |
| 21 | Stati Uniti (bandiera) | G     | Danny Young       | 1962 | 191  | 79   |
| 22 | Stati Uniti (bandiera) | GA    | Clyde Drexler     | 1962 | 201  | 95   |
| 23 | Stati Uniti (bandiera) | G     | Byron Irvin       | 1966 | 196  | 86   |
| 25 | Stati Uniti (bandiera) | A     | Jerome Kersey     | 1962 | 201  | 98   |
| 30 | Stati Uniti (bandiera) | G     | Terry Porter      | 1963 | 191  | 88   |
| 33 | Stati Uniti (bandiera) | A     | Nate Johnston     | 1966 | 203  | 95   |
| 42 | Stati Uniti (bandiera) | AC    | Wayne Cooper      | 1956 | 208  | 100  |
| 44 | Jugoslavia (bandiera)  | G     | Dražen Petrović   | 1964 | 196  | 88   |
| 50 | Stati Uniti (bandiera) | GA    | Robert Reid       | 1955 | 203  | 93   |
| 52 | Stati Uniti (bandiera) | AC    | Buck Williams     | 1960 | 203  | 98   |

## Staff tecnico
- Allenatore: Rick Adelman
- Vice-allenatori: Jack Schalow, John Wetzel